# Arctosa quadripunctata
Arctosa quadripunctata este o specie de păianjeni din genul Arctosa, familia Lycosidae. A fost descrisă pentru prima dată de Lucas, 1846. Conform Catalogue of Life specia Arctosa quadripunctata nu are subspecii cunoscute.